# Староселье (Луцкий район)
Старосе́лье (укр. Старосілля) — село в Колковской поселковой общине Луцкого района Волынской области Украины.
До 2020 года входило в Маневичский район.
Код КОАТУУ — 0723686401. Население по переписи 2001 года составляет 1557 человек. Почтовый индекс — 44663. Телефонный код — 3376. Занимает площадь 30,39 км².
В 2015 году у села Староселье в обмелевшей реке Стырь обнаружили 12-метровую лодку, датированную методом радиоуглеродного анализа XIV веком. На корпусе сохранились ложементы поперечных балок моста судна. На дне лодки под слоем глины, песка и ила был найден железный предмет с клеймом похожим на герб князей Острожских.